# 兵庫県道7号青垣柏原線
兵庫県道7号青垣柏原線（ひょうごけんどう7ごう あおがきかいばらせん）は、兵庫県丹波市青垣町から丹波市柏原町を結ぶ県道（主要地方道）である。

## 概要

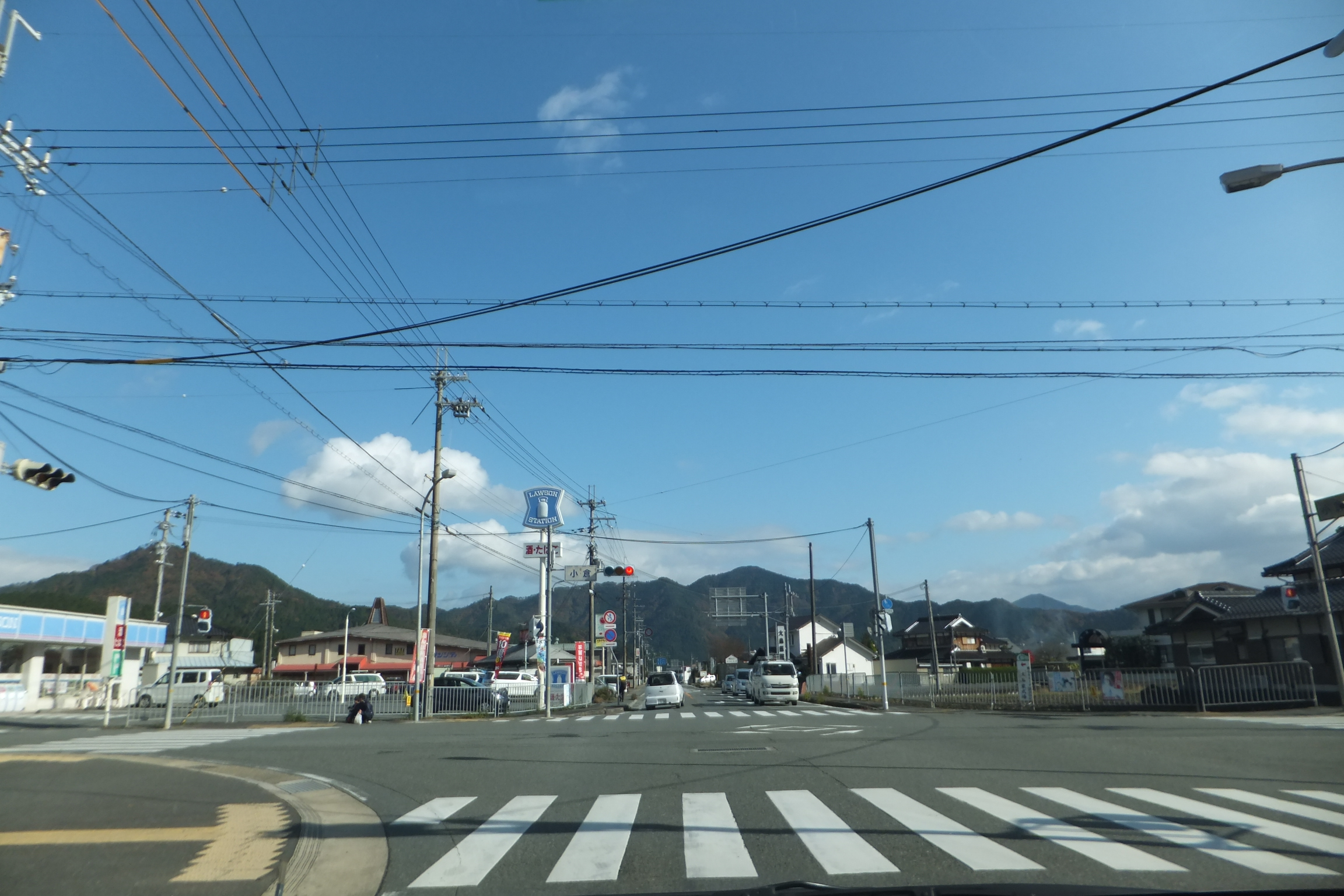
起点付近
丹波市青垣町小倉で撮影

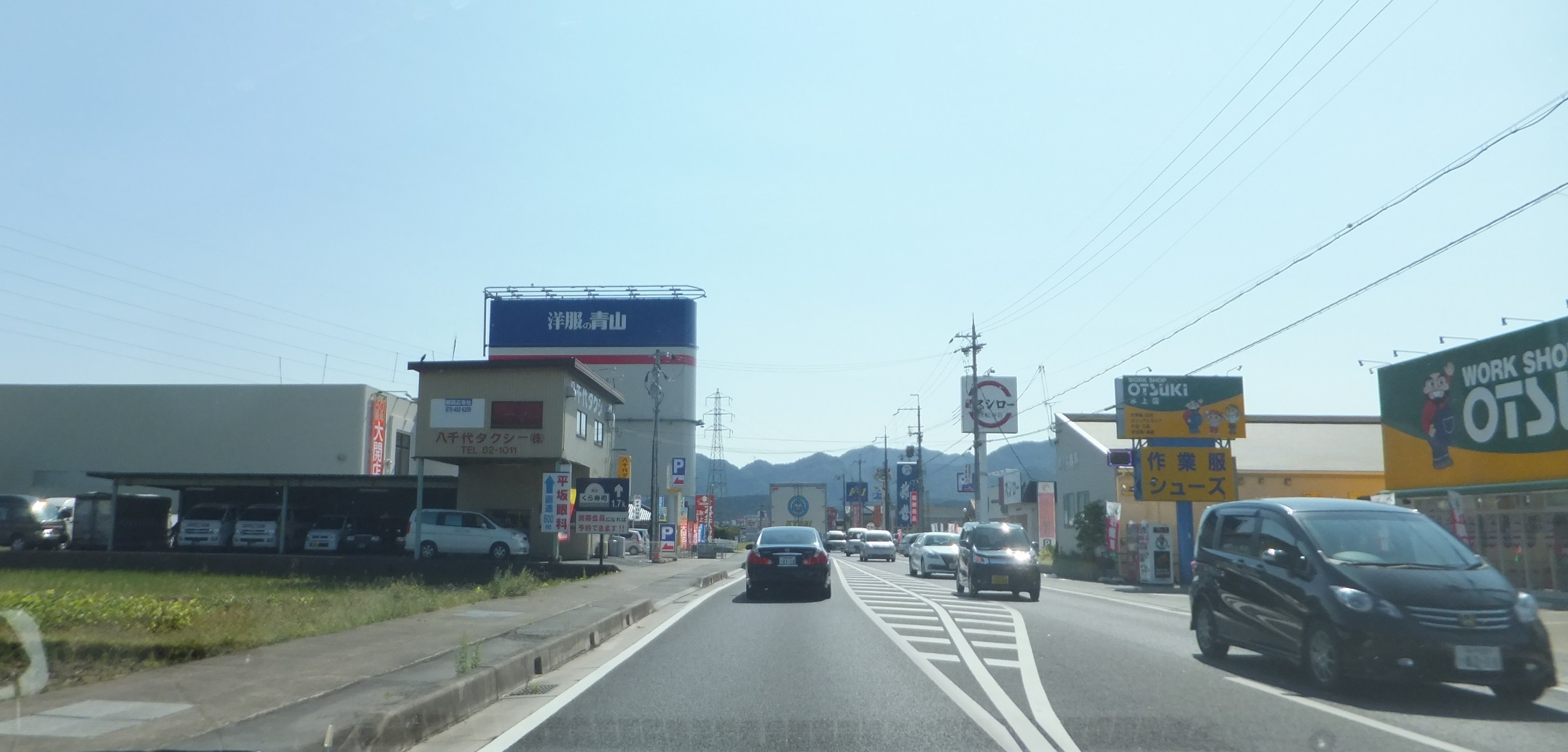
単独区間の終点付近
丹波市氷上町稲継で撮影

### 路線データ
- 起点：丹波市青垣町小倉（小倉交差点、国道427号交点）
- 終点：丹波市柏原町柏原（柏原北交差点、国道176号交点）
- 総延長：13.343 km

## 歴史

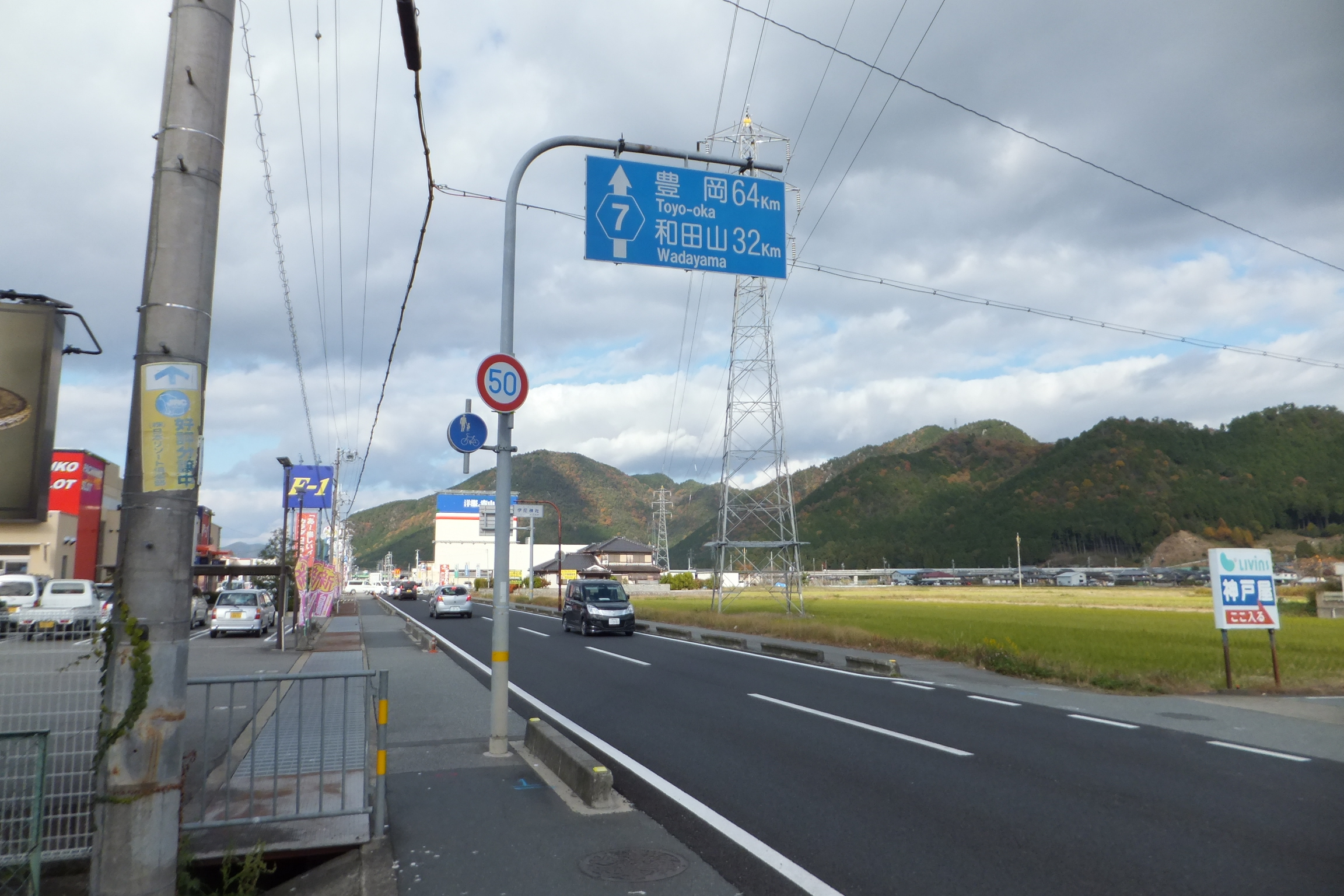
かつては当時の朝来郡和田山町（現:朝来市和田山町）まで結ばれていたために標識にその名残が残る
丹波市氷上町稲継で撮影

- 1954年1月20日、主要地方道柏原和田山線を認定
- 1971年7月1日、兵庫県道7号柏原和田山線となる。
- 1982年7月1日、兵庫県道7号主要地方道青垣柏原線へ改称される（1981年4月30日に国道427号線が制定され、1982年4月1日に施行されたため、線名改称時に国道427号線重複区間を廃止）。
- 1993年（平成5年）5月11日 - 建設省から、県道青垣柏原線が青垣柏原線として主要地方道に指定される[1]。

## 路線状況

### 別名
- 丹波の森街道[注釈 1]

### 重複区間
- 京都府道・兵庫県道109号福知山山南線（丹波市氷上町沼 - 丹波市氷上町御油）
- 国道175号・国道176号（丹波市氷上町稲継 - 丹波市氷上町横田）

### 道の駅
- 道の駅あおがき

## 地理

### 通過する自治体
- 丹波市

### 交差する道路
| 交差する道路                                     | 交差する場所         | 交差する場所                |
| ------------------------------------------------ | -------------------- | --------------------------- |
| 国道427号 国道429号 重複                         | 青垣町小倉           | 小倉交差点 / 起点           |
| E72 北近畿豊岡自動車道                           | 青垣町佐治           | 青垣IC                      |
| 京都府道・兵庫県道109号福知山山南線 重複区間起点 | 氷上町沼             |                             |
| 兵庫県道282号沼市島線                            | 氷上町沼             |                             |
| 京都府道・兵庫県道109号福知山山南線 重複区間終点 | 氷上町御油           | 御油交差点                  |
| 兵庫県道283号絹山市島線                          | 氷上町香良           |                             |
| 兵庫県道285号賀茂春日線                          | 氷上町桟敷（さじき） | 桟敷交差点                  |
| 兵庫県道78号丹波加美線                           | 氷上町氷上           | 氷上交差点                  |
| E72 北近畿豊岡自動車道                           | 氷上町横田           | 氷上インター前交差点 氷上IC |
| 国道175号 重複区間起点 国道176号 重複区間起点    | 氷上町稲継           | 稲継交差点                  |
| 国道175号 重複区間終点 国道176号 重複区間終点    | 氷上町横田           | 横田交差点                  |
| 国道176号                                        | 柏原町柏原           | 柏原北交差点 / 終点         |